# IEEE-488

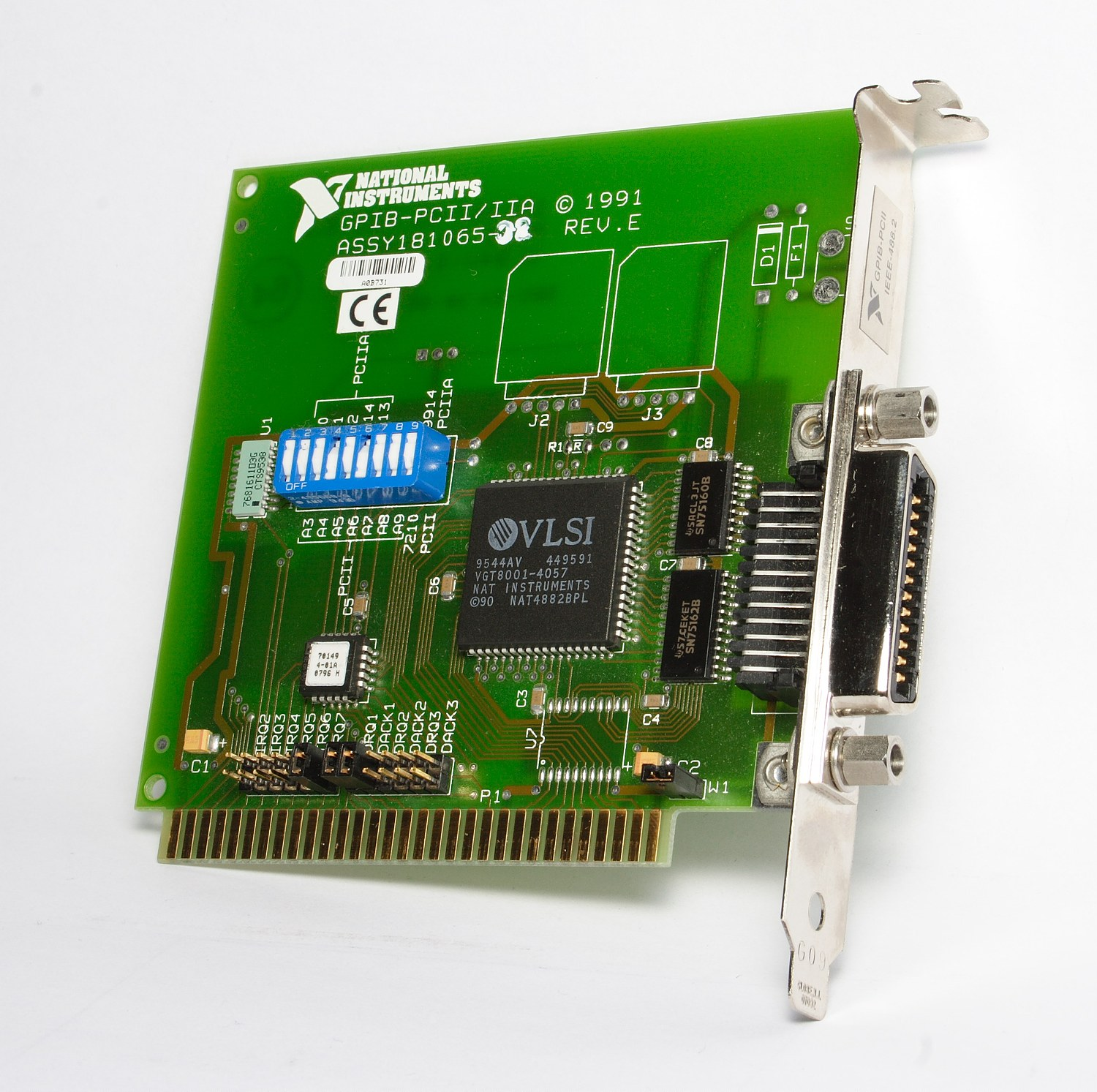
Carte ISA d'interface GPIB

IEEE-488 est une norme qui définit le fonctionnement d’un bus de communications numériques à courte distance. 
Initialement créé, par HP, en 1965 sous le nom de HP-IB (de l'anglais Hewlett-Packard Instrument Bus), il a été standardisé au début des années 1970 comme IEEE-488 également connu sous le nom de GPIB (de l'anglais General Purpose Interface Bus). Initialement prévu pour réaliser des systèmes de tests d’équipements automatisés, il est encore très largement répandu pour cet usage.

## Description

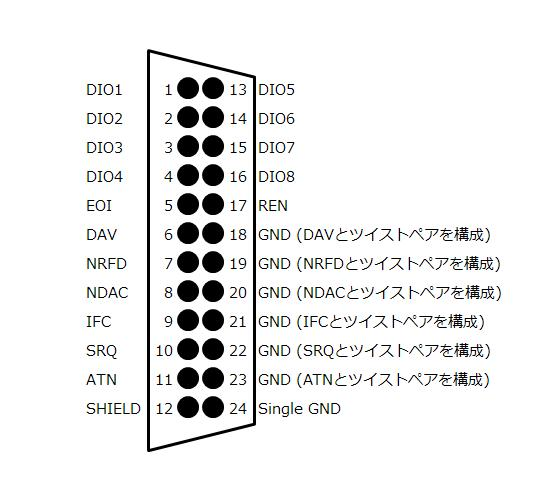
Brochage du connecteur IEEE-488

Le standard IEEE-488 permet à 15 périphériques de partager les 8 bits de données d'un bus parallèle. Les différents instruments sont alors branchés en réalisant une sorte de chaine (au contraire du bus USB où les périphériques sont tous liés de manière centralisée). C'est le périphérique le plus lent qui fixe la vitesse de transmission. Le standard initial fixe le débit maximum à environ 1 Mo/s mais des améliorations l'ont porté par la suite à environ 8 Mo/s.
Le bus IEEE-488 utilise 24 fils : 
- 8 sont des lignes bi-directionnelles permettant le transfert des données,
- 3 servent au dialogue (handshake),
- 5 servent à la gestion de l'interface
- 8 lignes de masse.

## Historique

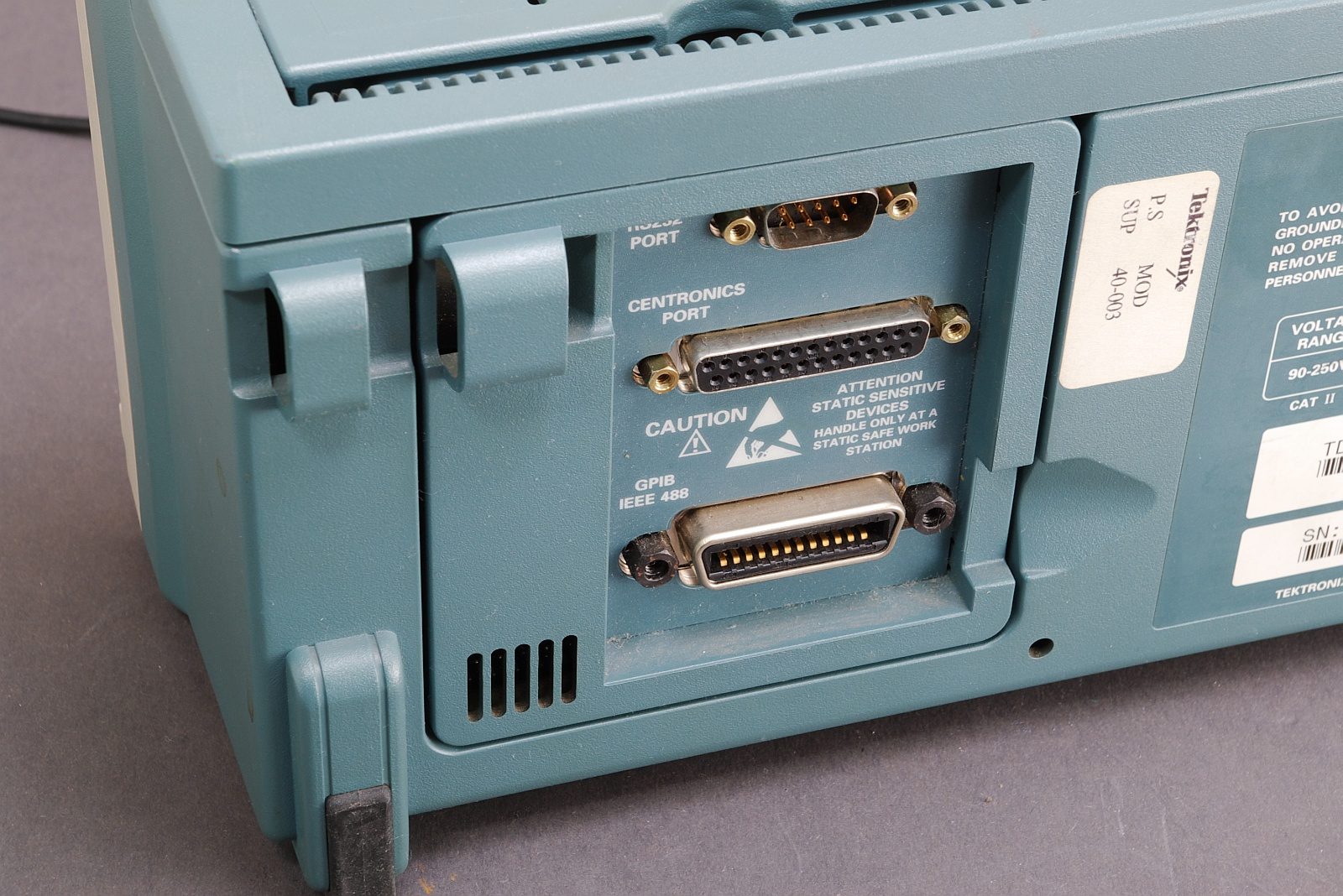
Un oscilloscope Tektronix doté d’un connecteur GPIB (en bas)

Dès 1965, le bus HP-IB (Hewlett-Packard Interface Bus) est développé par Hewlett-Packard pour connecter ses instruments de mesure aux ordinateurs.
Depuis le début des années 1970, de nombreux instruments de mesure peuvent être commandés par un ordinateur via un câble mais les fabricants utilisent des normes différentes[Lesquelles ?]. 
En 1972, la commission électrotechnique internationale adopte HP-IB comme idée de départ pour réaliser un bus normalisé.
En 1975, l’IEEE publie la norme IEEE 488 le document intitulé Digital Interface for Programmable Instrumentation qui contient les spécifications électriques, mécaniques et fonctionnelles du bus. Le document propose les appellations « Hewlett-Packard Interface Bus », « General Purpose Interface Bus », « IEEE Bus », « ASCII Bus » et « Plus Bus ». Par la suite l’IEEE 488 est renommée IEEE 488.1 et une nouvelle norme est ajoutée pour le protocole de communication, c’est la norme IEEE 488.2,.

## Connectique

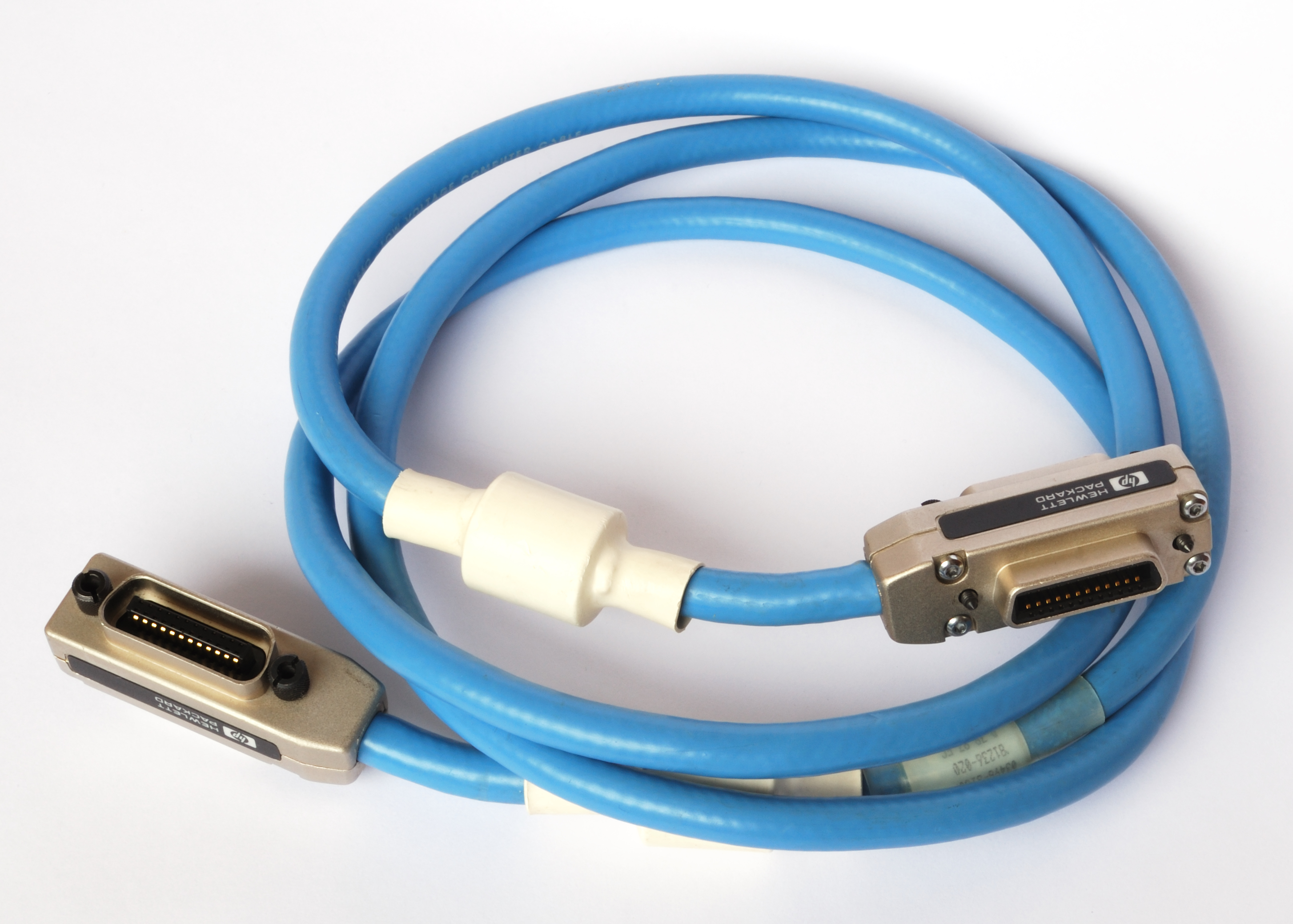
Cable GPIB avec filtre anti-parasites

Les connecteurs des câbles GPIB peuvent s’empiler les uns sur les autres, ce qui donne la possibilité de relier plusieurs instruments (jusqu’à 15 voire 30 avec certaines cartes PCI de National Instruments) en étoile ou en chaine. La longueur maximale totale des câbles est de 20m.
Ces câbles sont souvent assez épais (environ 1 cm de diamètre), ce qui leur procure une bonne résistance aux chocs physiques, mais sont en contrepartie assez lourds et peu flexibles.

## IEEE 488.2 et SCPI
La norme IEEE 488.1 ne définit que les couches inférieures de la communication (couche physique et couche de liaison). La couche supérieure, définissant comment les données doivent être transférées est définie par la norme IEEE 488.2. 
Le langage SCPI est utilisé pour définir les commandes d’un instrument, sur un bus GPIB ou autre.